# Bare mosse
Bare mosse är en mosse i Svalövs kommun där flera stenåldersboplatser från mesolitikum har hittats. Den ursprungliga boplatsen ligger i Halmstads socken och hittades 1908 av Rutger Sernander och blev samma år delvis undersökt av Oskar Almgren. Platsen har sedan varit föremål för flera undersökningar. Boplatserna har gett viktiga fynd från äldre mesolitikum.

## Fornminnesinventeringens beskrivning
Boplatsen har RAÄ-nummer Halmstad 21:1 och beskrivs i fornminnesregistret så här: Stenåldersboplats, delvis undersökt, okänd utsträckning. Boplatsen upptäcktes av Sernander i augusti 1908 och utgrävdes samma år av Oscar Almgren. Idag kan på grävningsplatsen, som ligger mitt i en stor torvgrav, endast ses en torvkloss om ca 50kvm, utsparad vid torvtäkt (enligt Welinder). Bland fynden kan nämnas spån, mikrospån, 1 kärnyxa samt mikroliter. (Fyndlista i Welinders arbete under litteratur nedan.)
Fynden från undersökningen 1908 förvaras i SHM med inventarienummer 28 717, Fyndnummer från andra undersökningar i LUHM okänt förutom en del hasselnötter som har nummer LUHM 206..

## Undersökningshistoria
Boplatsen undersöktes första gången av Rutger Sernander och Oskar Almgren 1908. Därefter har ett flertal undersökningar gjorts av bland andra  Lennart von Post (Ornerad skafthålsyxa av hjorthorn funnen i Höganäs. II. Pollenanalytisk undersökning. Fornvännen 1929). Lennart von Post vill i den studien tidsfästa Baremosse I till lite äldre än de danska Mullerup och Holmegaard boplatserna. Gunnar Ekström (Svalövs geologi 1934) och Tage Nilsson ( Die pollenanalytische Zonengliederung der spät- und postglazialen Bildungen Schonens 1935). År 1949 grävde C-A. Althin på samma plats som Sernander för att undersöka om det kunde finnas något intakt kulturlager kvar. Det gjorde det inte och endast ett fåtal fynd hittades; dessa fynd är de enda som bevarats från Bare mosse boplats I i LUHM. Under denna grävning hittade Althin och hans medarbetare dock fem andra lokaler, Bare mosse II-VI. Bare mosse III verkar ha varit belägen på en ö i sjön medan de andra boplatserna legat vid stranden. Platserna har daterats, efter fynd, till mesolitikum och Bare mosse III även till neolitikum.  Fyndlistor i Althins bok behandlar enbart sten- och flintföremål (Althin 1954:48ff).
Den första utförligare redogörelsen för boplatskomplexet i Bare mosse lämnar Erik Forslid i Svalövs historia I. Han berättar där om fyndet av platsen 1908. Han beskriver Sernanders fynd och hans tolkning om en boplats på flottar, som Forslid sedan anger är lämnad av forskningen. Sernanders åldersbestämning till senare tid än Maglemose tillbakavisar han med att hänvisa till Lennart von Posts artikel 1929. Särskilt värdefullt är att han ger en bild av fynden från Bare Mosse på sidan 36 i boken. Han ger också en karta över fyndplatserna på sidan 34. Han visar att fyndplatserna II, IV,V och VI ligger i Halmstad socken, medan I III och VII ligger i Svalövs socken. Boplatserna III och VII ligger mycket nära  varandra strax öster om boplats I.

## Boplatser i Bare mosse

### Bare mosse I
Stig Welinder berättar i tidskriften ALE 1973: nr 1  " Nästa mosseboplats i Skåne undersöktes 1908 av dåvarande antikvarien vid Statens historiska museum i Stockholm Oscar Almgren. Boplatsen upptäcktes av dåvarande docenten i botanik Rutger Sernander vid ett besök i Bare mosse några km norr om Svalöv. Sernander, som sedermera blev professor i Uppsala, var vid denna tid sysselsatt med sina grundläggande torvmossestratigrafiska studier. Undersökningen varade i knappt två veckor. Efter tre dagars arbete skrev Almgren under ett besök i Köpenhamn till Per Emil Ekhoff: ” Kulturlagret består af ett par duktiga tallbarkslager, massor af kluvna hasselnötter, kolbitar, enstaka större, delvis svedda kolstycken samt en del flintavfall  endast ett redskap, en bit af en slagen (?) yxa har vi funnit ”. Under köpenhamnsbesöket gjordes en exkursion till Maglemose på nordvästra Själland, där George Sarauw 1900 undersökt den överhuvudtaget första mosseboplatsen i Skandinavien. Brevet till Ekhoff förmedlar ett intryck av en livlig diskussion med Sophus Müller. Almgren och Sernander ville tolka mosseboplatserna som belägna på flytande timmerflottar, vilket inte kunde godtas av Müller."
Welinder ger en helt annan tolkning :  Boplatsen Bare mosse I äger en lagerföljd med tre separata tallbarkslager . Dessa härrör från barkhyddor med en ungefärlig storlek av 4.5 m2. Hyddorna har byggts olika somrar på sydsidan av den igenväxande grunda sjön Bare mosse. De två första har byggts c. 7500 f.Kr. och den tredje c. 6700 f.Kr. Spridningen av tallbarken söderut från hyddplatserna visar hur nordanvinden på vintern raserat hyddorna. Hyddorna vid Bare mosse I har haft eldstäder av sand och sten. Bland fynden finns fnöske svamp för tändandet. 

### Bare mosse II enligt Stig Welinder
Det är en typisk mosseboplats är som undersöktes av Althin hösten 1949. Sammanlagt undersöktes 34 m2. I hälften av dessa fanns ett sammanhängande kulturlager, vars totala yta inte var större än 16 m2. Det var ungefär cirkelrunt och 4-5 cm tjockt. Boplatsen har daterats pollenanalytiskt till yngre boreal tid c. 6600 f.Kr. Fynden insamlades och märktes rutvis under utgrävningens gång, varför det idag är lätt att rekonstruera fyndens fördelning inom boplatsytan. Fyndens totalmängd är c. 650 flintstycken större än 1.5 cm. Bland dessa förekommer 4 skivskrapor, 3 spånskrapor, t spånborr,8 sticklar, 24 mikroliter och 315 spån och mikrospån. Inga lämningar av eldstäder, hyddor eller andra fasta konstruktioner fanns på boplatsen, men trots detta är det möjligt att ge en god bild av boplatsens organisation. Welinder visar viktprocenten eldskadad flinta bland flintavslagen i en illustration och flintavfallet på boplatsen per grävningsruta. Det är på planen lätt att se var boplatsens härd varit belägen. En annan illustration visar förekomsten av blocktväravslag.Dessa uppkommer, då spånblocken prepareras inför spånslagningen, och är avfallsprodukter, som flinttillhuggaren säkerligen låter falla till marken på den plats, där han (eller hon) sitter och utför arbetet. Illustrationen visar således fyra  olika platser, där spånslagning ägt rum. På de båda södra har slagits mikrospån och på de båda norra spån. En annan bild visar att inom den del av boplatsen, där mikrospån slagits, har också mikroliter tillverkats. Mikrosticklarna, vars fördelning är visad på bilden, är avfallsprodukter vid mikrolittillverkningen och kan liksom blocktväravslagen antas ligga på arbetsplatsen. Den fjärde bilden visar förekomsten av skrapor. Dessa ligger med ett undantag på boplatsens ena halva i dess periferi. Arbeten vid vilka skrapor kommit till användning, t.ex. skinnberedning, kan antas ha utförts på denna del av boplatsen. Den femte bilden visar slutligen att mikroliterna, d.v.s. pilspetsarna, förekommer på den motsatta halvan av boplatsen jämfört med skraporna. Deras största koncentration är kring eldstaden. Anmärkningsvärt är också att en god del av mikroliterna är eldskadade. Tolkning av detta blir att mikroliterna suttit inne i villebrådet efter jakten och forst vid stekningen eller måltiden runt elden fallit ut. Den lilla boplatsytan och den lilla mängden flinta visar att boplatsen använts av ett litet antal människor under kort tid. Antalet människor kan ha varit 4—5, vilket betyder att det kan ha varit en familj enligt nutida förhållande. Man tycks ha slagit spån två gånger och tillverkat mikroliter en eller tvågånger. Måhända illustrerar den lilla gruppen människor, som är inristade på uroxebenet från Ryemarksgård på Själland, hela befolkningen på en mosseboplats av samma slag som Bare mosse II.
Boplatsen Bare mosse II underlagras av torv med rester av vass och gotlandsag och överlagras av torv med rester av al och kärrbräken. Boplatsen har legat på torven något tiotal meter från den vassklädda stranden av den igenväxande sjö, som under boplatstiden låg där nu Bare mosse ligger. I själva verket har nog den lilla boplatsen varit mer eller mindre försvunnen i manshög, tät vass. Denna belägenhet är karaktäristisk för mosseboplatserna. Danska undersökningar har dock visat att det 16 m2 stora kulturlagret bör uppfattas som avlagrat inne i den hydda som funnits på boplatsen, medan man också haft ett öppet område framför hyddan på sjösidan att röra sig på. Detta område är dock regelbundet mycket fyndfattigt. Kanske satt man helst inne i röken och arbetade för att skydda sig mot mygg.
Den runda hyddplatsen på Bare mosse II utan spår av konstruktioner kan kanske tolkas som en tältplats.  På en benkniv från Ögårde på Själland finns en ristning som kan tolkas som ett tält av det slag som kanske funnits på Bare mosse II . Läget av Bare mosse II liksom  andra mosseboplatser är sådant att boplatserna måste ha stått under vatten vintertid vid sjöarnas högvattenstånd. Där ben är bevarade, visar dessa oftast att jakten ägt rum sommartid. Förekomsten av hasselnötter visar att boplatserna varit bebodda in på hösten. Sammanfattande vågar man idag påstå att mosseboplatserna varit bebodda av små människogrupper, kanske familjer, som haft en hydda eller ett tält under en sommar-höstsäsong. Fram på hösten då vattnet började stiga på boplatsen har de övergivits, och gruppen har till ett vinterfäste. Mosseboplatser visar att man kunnat bosätta sig upprepade somrar i följd på samma plats. 

### Bare mosse II enligt Birgitte Skar.
Genom att sätta ihop flintor och studera aktiviteter inom boplatser har Birgitte Skars arbete om  Bare mosse II i Skåne gett nya insikter. Boplatsen består av en liten cirkulär hydda i vars centrum finns en härd. Flintavslagen var spridda över 20 kvadratmeter. Typiska produkter av flintsmidet är skrapor, mikroliter, sticklar, stickelavslag, mikrosticklar, blad och kärnor.48 % av materialet kunde sammanfogas igen. Den höga procentsatsen indikerar att produktionen av verktyg ägde rum på platsen. Detta bekräftas av närvaron av mikrosticklar och stickelavslag, det vill säga produktionsavfallet.  Sammansättningen resulterade i sju definierade block som alla började som råa flintnoduler med cortex kvar. En detaljerad beskrivning av teknik och metod i reducerings sekvenserna följs av en utvärdering hur materialet sedan flyttar i hyddan.  Skar diskuterar därvid ämnesproduktion, sekundär modifiering, omgörning av redskap, användning, redskapens vård. Hon rör sig  inom en processuell åskådning och med en önskan om en funktionell förklaring. De olika hantverks aktiviteterna som kan bestämma är relaterade till olika ytor i hyddan. Mikroliternas tillverkningsavfall fanns på ena sidan härden, medan skrapor hittades på andra sidan tillsammans med sylar och borrar och en flintarbetsyta. Ämnena flyttar från avslagsplatsen till  andra arbetsytor.  Fantomavslag indikerar återanvändning på annan plats eller då verktyg gjorda på platsen tas med då boplatsen överges. Skar slutar studien inte med en slutsats utan med en rad frågor. Vad betyder det rumsliga mönstret i termer relaterade till ålder, kön, hantverksspecialisering och så vidare. Hantverksspecialisering tänker man inte normalt på när man sysslar med jägare och samlare. Det faktum att Skar slutar med frågor visar bara att hon erkänner bristen på en förklarande teori i spatial analys. Det åter sammansatta materialet kommer däremot att var en "evig sanning" och framtida forskning kan återvända till denna strukturerade databas flera gånger och analysera den på nytt.

### Bare Mosse III och VII
I närheten av boplatsen III hade redan före Althins undersökning 1949 hittats en stor mängd spån och flintavslag runt en stor kulle. Denna kulle har troligen varit en ö i sjön. Forslid betecknar denna plats med nr VII. Enligt Welinder är detta samma boplats som nr 3 vilket framgår av fynden. Det är en blandboplats med fynd även från neolitisk tid.

#### Bare mosse IV
Denna mesolitisk boplats grävdes av Stig Welinder 1966—1970. Bare mosse IV ligger i en moränsluttning mot västra stranden sjön, som fanns under tidigpostglacial tid. Fynden består främst av kärnyxor, blockskrapor, runda skivskrapor och korta, breda spån. Artefakter som daterar den till tidig Maglemosekulturen. Mikroliter är representerade med mikrosticklar, lancetter och långa trianglar, vilket bekräftar den typologiskt tidiga datering. Bättre datering av  boplatsen var ett av skälen att Welinder i april 1968 gjorde utgrävning i mossen nedanför platsen där fynden fanns. Lagerföljden 20 m ut i mossen var: Överst lövkärrtorv 0-0,4m, sedan 0,4—0,6 m brunmosstorv följt av ny lövkärrtorv i ett en meter  djupt lager till 1,6 meters djup. Sen följde 25 centimeter agtorv följt av 10 cm med vass-kärrbräkentorv, vilket övergick i ett 20 centimeters lager med  gyttja. I bottnen på 2,05 meters djup fanns stenig sand. I lagret med gyttja påträffades rikligt med träkol, eldskadat trä och bearbetad flinta. Lagren med vass/kärrbräken och ag var fria från kulturrester. Platsen har varit bebodd då det var öppet vatten nära stranden och övergivits då vassen hade brett ut sig över sjön. Pollenanalytiskt dateras kulturlagret till äldsta delen av boreal tid, 8 000-7 500 år f Kr. Ett särskilt fynd var ett flöte av tallbark, funnet gränsen mellan gyttjelagret  och vass/kärrbräkenlagret. Det är det äldsta påträffade flötet i Sverige. Det är jämngammalt med fiskenätet från Antrea socken i Finland. Flötet är 11*9 cm stort, 1,5-2 cm tjockt och hålets diameter är 1,5 cm.

#### Bare mosse VI
Erik Forslid berättar på sid 35 i sin bok att i närheten av boplats VI har på ett vidsträckt område dels längs stranden av sjön, tillvaratagits mesolitiskt materialbestående av mikroliter och spån av flinta, kärnor för mikrolittillverkning och spånblock  samt 21 kärn- och skivyxor. På platsen har även tillvaratagit enstaka lösa fynd av spetsnackiga, tunnackiga, tjocknackiga och även någon båtyxa från neolitisk tid. Här har också glaspärla från vikingatid hittats.

## Bosättningsmönster
Bosättningsmönster kan studeras efter många undersökningar på samma plats. .Bosättningarnas utveckling under ett längre avsnitt av stenåldern kan studeras. Kända namn i sådana studier är Vale of Pickering i England, Holmegårds Mose på Själland, och i Skåne Ageröds mosse och Bare mosse. Bosättningarna anpassar sig till landskapets förändringar kan förstås utifrån dessa. För bosättningar vid  sjöar har igenväxning varit av särskilt intresse. Uppgiften blir att rekonstruera mönstret i livsföringen  och näringsunderlaget under årets lopp mellan flera boplatstyper. Vid Bare Mosse ser mönstret för  tidsskedet c. 6800 f.Kr ut så här. Bare mosse har två slags boplatser, dels de beskrivna mosseboplatserna och dels boplatser belägna på fastmarken vid sjöns västra strand. Mossboplatserna tolkas som sommarboplatserna för en liten grupp, kanske en familj. Fastmarksboplatserna, är avsevärt större till ytan och fyndrikare. Fastlandsboplatserna har varit bebodda en längre tid och av fler personer.  De har utgjort vinterboplatser.
Boplatser och mängden flinta från dessa vid Bare mosse kan tolkas som att bara en familj har uppehållit sig vid sjön. Folktätheten var liten, gissningsvis 200 personer i hela Skåne. Gruppen vid Bare mosse har säsongsvis flyttat mellan vinterboplatserna på fast mark vid västra stranden och vid öppet vatten och sommarboplatsen ute i  vassbältet. Vinterboplatsen har legat på samma plats år från år. Sommarboplatsen har flyttat. , Vid sommarboplatsen har ibland bedrivits högviltsjakt. Bytesdjuren har varit älg, uroxe, kronhjort och vildsvin. Jaktredskapen har varit främst pil och båge och hund. Fiske har bedrivits i mindre skala. Metkrokar och ljusterspetsar av ben och horn tillhör fynden. Gäddben är vanligast i det osteologiska materialet.  Som växtföda har insamling gett fynd av stora mängder hasselnötter. Kluvna hasselnötsskal bildade hela lager över boplatsen Bare mosse I.
Vinterboplatsernas näringsresurser är svårare att fastställa. Ben bevaras mer sällan på dessa boplatser. Högviltsjakt har dock förekommit. Ljusterspetsar saknas på  boplatserna även där bevaringsförhållandena för ben är goda. Fiske om det förekommit har bedrivits med andra metoder. Från boplatsen Bare mosse IV på västra stranden av Bare mosse, finn ett barkflöte bland fynden.. Här har man fiskat med nät. Fyndet kan inte årstidsbindas. Flöten saknas alltid på sommarboplatserna. Flöten finns i stor mängd från nordtyska boplatsen Hohen Viecheln, som är en boplats på fast mark. Jakten på stora villebråd var troligen bland de viktigaste näringskällorna såväl vinter- som sommartid. Växtinsamling är svårare att uppskatta, men insamling var en regelbundnare näringskälla. Benundersökningar vid sommarboplatser visar att viltet ibland tagits hem och styckats på boplatsen. En fyndplats i Esperöds mosse och en i Bare mosse gav en annan bild. Där påträffades endast en härd och rester av älg. Dessa  mindre platser, som daterats till boreal tid med pollenanalys, har tolkats som rester efter en jaktplats, där en just nedlagd älg förtärts. Älgen  har dödats efter drevjakt ut i mossen, och sedan styckats och förtärts på platsen. Ett stort antal mer eller mindre fullständiga uroxeskelett har påträffats i skånska torvmossar. De har tolkas som rester efter drevjakt. En möjlig tolkning är att boplatsernas  yngre män under sommarsäsongen ibland har fört ett ambulerande jägarliv, och bara ibland kommit till boplatsen med jaktbyte. Mosseboplatserna var troligen bebodda av en familj . De utgör sommarboplatsen i ett bosättningsmönster, där vinterboplatser på fast mark vid samma sjö sannolikt ingår. Befolkningen under sommaren kan ha delats i en kringströvande jägargrupp och en kvarboende boplatsgrupp. Det här skisserade bosättningsmönstret gäller för Skåne och Danmark. I England har man kunnat visa att mossboplatser utnyttjades på vintern, och att boplatser i Penninerna har bebotts på sommaren. Området en grupp har utnyttjat har varit beräkningsvis 500 kvadratkilometer stort. Ska ett så stort område utnyttjas måste det delvis användas genom kringströvande jakt för att minska de dagliga gångavstånden.
Det är typiskt att mossboplaser och andra boplatser runt en och samma sjö tillhör samma tidsepok. Bare mosses boplatser tillhör övergången från äldre till yngre boreal tid, medan Ageröds boplatser hör till äldre atlantisk tid. Mossboplatser finns från hela den mesolitiska tiden, och även in i neolitisk tid. I Danmark kan nämnas Muldbjerg och Aamossen och i Sverige Södra Lindved och Alvastraboplatsen. 

## Varför bosatte man sig på mossboplatser
Mosseboplatserna i en och samma torvmark tillhör ett relativt kort tidsavsnitt i förhistorien. Boplatserna låg i sjöarnas vassbälte nära öppet vatten. De var omgivna av vegetation som vass, ag, fräken och andra våtmarksväxter, Tidsmässigt tillhör de sjöarnas igenväxningsperiod som oftast var kort. När sedimentationen på bottnarna gjort att sjön blivit tillräckligt grund, har vass vandrat ut över sjöytan och snart täckt hela sjön. Det är till detta stadium då vassarna börjar breda ut sig, men inte täcker hela sjön, som mosseboplatserna hör. För Bare mosse infaller detta skede vid övergången mellan äldre och yngre boreal tid, för Ageröds mosse under äldre atlantisk tid. Fördelen att bo i sjöns igenväxningszon, i vassbältet, belyses av tabell nedan. De är hämtade ur en amerikansk undersökning men är tillämpbara på skånska förhållande också. Siffrorna anger det maximala antalet människor, som kan livnära sig per km2, och är att se främst som jämförelsetal mellan den mängd näring som maximalt är åtkomlig i olika slags vegetation (Efter D.F Westlake Comparisions of plant productivity 1963):
| Vegetation     | Antal människor som kan försörjas per kvadratkilometer |
| -------------- | ------------------------------------------------------ |
| Vassvegetation | 9,4                                                    |
| Barrskog       | 6,9                                                    |
| Örtvegetation  | 4,7                                                    |
| Lövskog        | 3,9                                                    |

Näringsmängden som är åtkomlig för människor listas i tabellen. När sjön vuxit igen, och vassen avlöses av ett starrkärr eller lövkärr, minskar näringsmängden till hälften eller mindre. Tabellen visar att vid en öppen sjö utan vassbälte, där man måste föda sig ur skogen intill sjön, är tillgången till näring ännu mindre. En barrskog är gynnsammare än en lövskog. Mosseboplatserna är har bidragit till en lättare försörjning än andra boplatser. Fisk och sjöfågel varit lättillgängliga, men också växtföda har funnits i stora mängd. Rotstockar av bladvassen är fullt ätbara liksom samma delar från vattenklöver. Av den senare kan också fröna ätas. Mosseboplatserna är inte bundna varken till viss tid eller speciell kultur utan till en vegetation, som är  gynnsam ur födosynpunkt.

## Bare Mosse i olika skildringar
Publikationer i England har uppmärksammat Bare mosse. Först ut var The Mesolithic Settlement of Northern Europe (1936) av J. G. D. Clark som nämner Bare Mosse på sidan 88. På senare  tid är The Oxford Illustrated History of Prehistoric Europe redigerad av Barry W. Cunliffe ett annat exempel. Där beskrivs Bare Mosse på sidan 92 och 93 , speciellt Birgitte Skars artikel och dess resultat. Boplatsen är också omskriven i svenska arkeologisk översiktsverk, nedan två exempel.

### Nordisk familjebok: ur artikeln Träskfolket, Uggleupplagan band 30. 1920.
"Äfven i Sverige, särskildt i den södra delen, ha under stenåldern på flera håll funnits folk, som i mångt och mycket fört ett lefnadssätt, liknande träsk-folkets vid Bangveolo. (Se K. Stjerna, "Före hällkisttiden. Antikvarisk tidskr. för Sverige. Del. 19, n:r 2".)  O. Frödin har under de senaste tio åren företagit synnerligen märkliga och gifvande utgräfningar af lämningar från ett träskfolk, som bott i sumpmarken nära Alvastra. Detta folk uppförde sina bostäder på ett underlag af liggande timmer, från hvilket en smal spång ledde till den fasta stranden. (Se O. Frödin, "En svensk pålbyggnad från stenåldern" i "Fornvännen" 1910; tysk öfv. i "Mannus", 1910, och B. Schnittger, "Mossfynd från stenåldern vid Alvastra" i "Meddelanden från Östergötlands fornminnesförening" 1908.) Man har äfven på annat håll i Östergötland funnit spår af ett, troligen i sumpmarker lefvande, stenåldersfolk. (Se T. J. Arne, "Ett fynd från den äldre stenåldern i Östergötland", i "Ymer" 1905.) I Bare mosse nära Svalöf ha R. Sernander och O. Almgren undersökt lämningar efter ett träskfolk, hvilket uppfört sina hyddor på flottar. De öfversta delarna af kulturlagret i Bare mosse beteckna emellertid troligen ett skede, då folket på grund af träskets igenväxning ej mer hade öppet vatten åt sina flottar, utan måste lefva ungefär som träskfolket vid Bangveolo. (Se R. Sernander, "Om Ancylustidens människa och tallperioden i södra Skandinavien" i "Geol. för:s i Sthlm förhandl.", bd 30, 1908.) Äfven i Maglemose på Själland och på flera andra liknande lokaler i Sverige och Danmark ha träskfolk lefvat under stenåldern. (Se G. Sarauw, "En stenålders boplads i Maglemose ved Mullerup", i "Aarböger", 1903; tysk öfv. i "Praehistorische zeitschrift", 1911.) "

### Svenska folket genom tiderna del 1. Sveriges förhistoriska bebyggelse sid 28)
Skåne var också den del av Sverige, som tidigast blev föremål för bebyggelse; det framgår därav att härifrån föreligga de största samlade fynden från denna tid. De märkligaste av dem alla stamma från en vid Ageröd i nordvästkanten av Rönneholms mosse nordväst om Ringsjön i landskapets centrum tämligen nyupptäckt boplats, som lämnat ett övermåttan rikt flintinventarium, men även på andra håll ha konstaterats lämningar av bosättningar från samma skede, t. ex. från Bare mosse nordväst om Lund, Amossen norr om Trelleborg och från Dode mosse i Simrishamnstrakten.

### Arkeologi i Norden del 1.
I Skåne är det framför allt i Ageröds mosse vid Ringsjön och Bare mosse väster därom, som de rika mosseboplatserna från denna tid har påträffats. Båda har varit föremål för omfattande undersökningar och en klarare bild av människans livsvillkor har vuxit fram. (Althin 1954, Larsson L 1978a, 1978c, 1978d och 1981c). Boplatserna uppvisar lämningar efter små ovala eller rektangulära hyddor med golv bestående av flera lager av bark, och tak sannolikt byggda av vass eller bark. De har tolkats som sommarbostäder av familjestorlek, och flera lager av hyddgolv och eldstäder visar att man regelbundet återvänt till samma plats.

### Kulturmiljöprogrammet Länsstyrelsen i Skåne: Svalövs kommun

#### Det förhistoriska kulturlandskapet
Som en följd av kommunområdets stora naturgeografiska variation föreligger ingen jämn kontinuitet i det kända fornlämningsmaterialet. Olika förhistoriska kulturer har med långa inbördes mellanrum tagit skilda delar av landskapet i anspråk, varvid olika näringsfång betingat valet av uppehållsplatser. Från äldre stenålder (cirka 10000 - 4200 f Kr) föreligger en av landets mera betydande boplatser, nämligen Bare mosse i Halmstads socken. Under den tid, som mossen varit bebodd (cirka 7900-6200 f Kr), har den utgjort en igenväxande sjö, i vilken små grupper av människor i flera omgångar bosatt sig vid vassbältet några meter från strandkanten. Dessa mossboplatser har tolkats som uppehållsplatser under sommaren för någon eller några familjer i taget. 
Boplatsläget kan förefalla vår tids människor egendomligt men får ses mot bakgrund av nyare ekologisk forskning om vilken mängd näring, som är åtkomlig i olika slags vegetation: vassvegetationen vid Bare mosse har givit möjlighet till maximalt näringsuttag jämfört med omgivande örtvegetation eller skogsmark. Inom Bare Mosseområdet finns även fastlandsboplatser vid den forntida sjöns västra strand. Eftersom de är större och fyndrikare än mosseboplatserna har de tolkats som vinterboplatser för en större grupp människor, som under sommaren familjevis flyttat till det näringsrika vassbältet. I båda fallen har högviltsjakt, fiske och insamling av ätliga växtdelar utgjort näringsfång.

#### Svalövs kommuns Naturvårdsprogram 2
I den småkuperade mellanbygden norr om Svalöv ligger Bare mosse. Vid mossen har fynd hittats från en av Sveriges mest betydande boplatser från mellanstenåldern. Under tidsperioden 7990-6200 f.Kr. tros små grupper av människor ha bott på olika platser runt mossen som då var två igenväxande sjöar. Vid borrningar hittades pollenrester från bl.a. bladvass som var en viktig basföda tillsammans med vilt och fisk för dessa människor. Vid arkeologiska utgrävningar gjordes fynd av yxor och tallstockar från en stockbro daterade till denna tid. Idag är hela mossen starkt påverkad av torvtäkt och stora delar är igenväxt av björk, vide och brakved. I nordväst syns rester från gammal torvrälsbana. Där torv- brytningen varit som intensivast finns vattenfyllda torvgravar. Här dominerar en kärrvegetation med bl.a. vass,  blåtåtel, strandlysing, olika starrarter och andmat. En del torvgravar är igenvuxna med olika videarter. Vid kanten av torvgravarna har tidigare den ovanliga laven Cladonia incrassata, torvbägarlav, hittats. Det finns också kala ytor med bara brun vitmossetorv. Små partier av mossevegetation finns kvar med tuvull och småsileshår. Risväxter som klockljung, ljung, lingon, blåbär, odon och pors växer i torrare partier. Den varierande miljön ger förutsättningar för en artrik fauna. Under en vårexkursion hördes stjärtmes, tranor, gransångare och korpar. Mossen är dränerad men är fortfarande ett viktigt vattenmagasin.Referenser anförda i Svalövs naturvårdprogram: Sig Welinder, Jägare- samlare vid Bare mosse, Skånes Natur årsbok 1978 sidan 35. Erik Forslid Svalövs historia, del 1.